# Trójkąt Pascala
Trójkąt Pascala – trójkątna tablica liczb:
```
 0                     1
 1                   1   1
 2                 1   2   1
 3               1   3   3   1
 4             1   4   6   4   1
 5           1   5   10  10   5   1
 6         1   6   15  20  15   6   1
 7       1   7   21  35  35   21  7   1
 8     1   8   28  56  70  56   28  8   1
 9   1   9  36   84  126 126  84  36  9   1
      . . . . . . . . . . . . . . . . . . .

```

Każda liczba w trójkącie jest sumą dwóch liczb znajdujących się bezpośrednio nad nią

Na bokach trójkąta znajdują się liczby 1, a pozostałe powstają jako suma dwóch bezpośrednio znajdujących się nad nią. Liczby stojące w n-tym wierszu to kolejne współczynniki dwumianu Newtona – rozwinięcia {\displaystyle (a+b)^{n}.} Na przykład:
- {\displaystyle (a+b)^{3}=a^{3}+3a^{2}b+3ab^{2}+b^{3}} w trzecim wierszu trójkąta mamy 1, 3, 3, 1.
- {\displaystyle (a+b)^{5}=1a^{5}b^{0}+5a^{4}b^{1}+10a^{3}b^{2}+10a^{2}b^{3}+5a^{1}b^{4}+1a^{0}b^{5}}

Inaczej: licząc miejsca w wierszu i kolumnie od zera, liczba stojąca na miejscu k w wierszu n jest równa współczynnikowi dwumianowemu, oznaczanemu symbolem Newtona {\displaystyle {n \choose k}.}
Przykład: W wierszu 5 na miejscu 2 stoi 10 co jest właśnie równe {\displaystyle {5 \choose 2}.}

## Historia
Trójkąt ten opisano na przełomie XI i XII wieku, niezależnie przez Chińczyków i Omara Chajjama. W XVII wieku francuski matematyk Blaise Pascal połączył studia nad prawdopodobieństwem z tym trójkątem, osiągając tak znakomite wyniki, że trójkąt ten nazwano trójkątem Pascala.

## Własności trójkąta

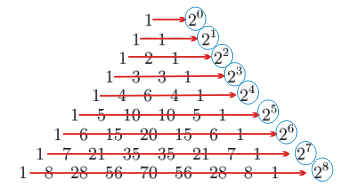
Sumy liczb w poziomych rzędach to kolejne potęgi liczby 2

Wyróżnione elementy trójkąta Pascala podzielne przez 3

- Na skrajnych bocznych (zerowy) rzędach trójkąta są jedynki.
- W kolejnym (pierwszym) skrajnym bocznym rzędzie są kolejne liczby naturalne (1, 2, 3, 4,...).
- W drugim rzędzie różnice między sąsiednimi liczbami są kolejnymi liczbami naturalnymi (są to liczby trójkątne). Liczby trójkątne podają liczbę okręgów ułożonych w kształt trójkąta (1, 3, 6, 10,...).
- W trzecim liczby piramidalne, podają liczbę kulek ułożonych czworościan foremny (1, 4, 10, 20, 35,...).
- W czwartej liczbę kul w „czworościanie” w przestrzeni czterowymiarowej.
- Uogólniając, w n tym rzędzie bocznym znajdują się liczby n-komórkowe.
- Wracając do rzędu zerowego i uogólniając możemy policzyć liczbę elementów w trójkącie w przestrzeni jedno- i zerowymiarowej.
- Sumy liczb w poziomych rzędach to kolejne potęgi liczby 2.
- Każdy element trójkąta zawiera liczbę różnych dróg, jakimi można do niego dotrzeć z wierzchołka poruszając się do sąsiednich elementów w lewo w dół oraz w prawo w dół.
- Po usunięciu z trójkąta wszystkich liczb parzystych pozostałe liczby nieparzyste układają się w geometryczny wzór trójkąta Sierpińskiego. Podobna prawidłowość zachodzi także dla dowolnych liczb naturalnych:

```
 0                     1                                      #
 1                   1   1                                  #   #
 2                 1   2   1                              #       #
 3               1   3   3   1                          #   #   #   #
 4             1   4   6   4   1                      #               #
 5           1   5  10  10   5   1                  #   #           #   #
 6         1   6  15  20  15   6   1              #       #       #       #
 7       1   7  21  35  35  21   7   1          #   #   #   #   #   #   #   #
 8     1   8  28  56  70  56   28  8   1      #                               #
 9   1   9  36  84  126 126 84  36   9   1  #   #                           #   #

```

- Suma kwadratów wszystkich elementów wiersza o numerze n (numerując od zera) jest równa środkowemu elementowi wiersza 2n.

## Zastosowania

### Biologia
W genetyce w odniesieniu do genów kumulatywnych. Biorąc co drugi wiersz zaczynając od wiersza drugiego (1:2:1) trójkąt pokazuje stosunki rozszczepień w przypadku cech determinowanych przez geny kumulatywne.

### Rachunek prawdopodobieństwa i statystyka
Każdy współczynnik obrazuje liczbę dróg, którymi można dojść od wierzchołka do danego punktu – ma to wykorzystanie przy analizie prawdopodobieństwa przy użyciu Deski Galtona.

## Programy obliczające

Animacja trójkąta Pascala w reprezentacji binarnej.

Przykład prostej (ale nieekonomicznej) funkcji rekurencyjnej w języku Pascal, obliczającej element trójkąta Pascala. Wzór wynika z definicji rekurencyjnej elementów trójkąta.
{\displaystyle {n \choose 0}={n \choose n}=1.}
{\displaystyle {n \choose k}={n-1 \choose k-1}+{n-1 \choose k}}
```
function
 
pascal
(
n
,
k
:
integer
)
:
integer
;

begin

  
if
 
(
k
=
0
)
 
or
 
(
k
=
n
)
 
then

     
pascal
 
:=
 
1

  
else

     
pascal
 
:=
 
pascal
(
n
-
1
,
 
k
-
1
)
 
+
 
pascal
(
n
-
1
,
k
)
;

end
;

```

Przykład drzewa Pascala napisany w języku C++, n – liczba wierszy, tablica zwraca wartość współczynnika w zadanym wierszu i kolumnie:
```
  
long
 
long
 
**
trojkatPascala
;

  
trojkatPascala
=
 
new
 
long
 
long
 
*
[
n
];

  
for
 
(
int
 
j
=
0
;
j
<
n
;
j
++
)

  
{

    
trojkatPascala
[
j
]
=
new
 
long
 
long
 
[
j
+
1
];

    
trojkatPascala
[
j
][
0
]
=
1
;

    
trojkatPascala
[
j
][
j
]
=
1
;

    
for
 
(
int
 
i
=
0
;
 
i
<
j
-1
;
 
i
++
)

      
trojkatPascala
[
j
][
i
+
1
]
=
trojkatPascala
[
j
-1
][
i
]
+
trojkatPascala
[
j
-1
][
i
+
1
];

  
}

```

A oto przykład programu w Pythonie wypisującego liczby z trójkąta Pascala dla zadanej liczby rzędów:
```
def
 
write_list
(
list
):

    
print
(
' '
.
join
([
str
(
item
)
 
for
 
item
 
in
 
list
])
.
center
(
30
))

x
 
=
 
input
(
"Podaj liczbe poziomow: "
)

line
 
=
 
[
1
]

write_list
(
line
)

for
 
i
 
in
 
range
(
int
(
x
)
 
-
 
1
):

    
next_line
 
=
 
[
1
]

    
for
 
j
 
in
 
range
(
len
(
line
)
 
-
 
1
):

        
next_line
.
append
(
line
[
j
]
 
+
 
line
[
j
 
+
 
1
])

    
next_line
.
append
(
1
)

    
line
 
=
 
next_line

    
write_list
(
line
)

```